# Tissint
Tissint (en àrab تسينت, Tisīnt; en amazic ⵜⵉⵙⵉⵏⵜ) és una comuna rural de la província de Tata, a la regió de Souss-Massa, al Marroc. Segons el cens de 2014 tenia una població total de 9.434 persones.
Tissint és el lloc de la caiguda d'un meteorit el 18 de juliol de 2011. A l'octubre de 2011, els nòmades van començar a trobar pedres molt fredes, amb crosta de fusió en una àrea remota de la conca de l'intermitent Oued Drâa, centrada al voltant del 50 km ESE de Tata i 48 km al SSO de Tissint, prop del drenatge d'Oued el Gsaïb i també prop de l'altiplà de Ga'ïdat conegut com a Hmadat Bou Rba'ine. Les peces més grans van ser recuperades a l'altiplà del Ga'ïdat, i les més petites (uns pocs grams) es troben més a prop de les muntanyes d'El Aglâb. S'ha documentat la trobada d'una crosta de pedra de 47 grams a 29°28.917’ N, 7°36.674’ W.